# William Johnston Keswick
Sir William Johnston Keswick, britanski general, * 1903, † 1990.